# Typhlonarke tarakea
Typhlonarke tarakea är en rockeart som beskrevs av Phillipps 1929. Typhlonarke tarakea ingår i släktet Typhlonarke och familjen Narkidae. IUCN kategoriserar arten globalt som otillräckligt studerad. Inga underarter finns listade i Catalogue of Life.